# Хорхоріно
Хорхо́ріно (рос. Хорхорино) — присілок у складі Великоустюзького району Вологодської області, Росія. Входить до складу Юдинського сільського поселення.

## Населення
Населення — 80 осіб (2010; 67 у 2002).
Національний склад (станом на 2002 рік):
- росіяни — 99 %